# Jean-Marie-Jérôme Fleuriot de Langle
Jean-Marie-Jérôme Fleuriot de Langle, marquès de Langle (Dinan, 13 de desembre de 1749 - París, 12 d'octubre de 1807) fou un soldat i escriptor francès.

## Biografia
Membre d'una petita branca d'una família de la noblesa bretona, el jove Langle aviat va anar a la cort, on era el criat del delfí; després es va unir al cos de mosqueters negres. No obstant això, un escàndol, els detalls del qual desconeixem, va fer que s'exiliés a les províncies durant dos anys, després dels quals va pujar a bord del vaixell Le Solitaire, que, a les ordres d'un familiar, anava a Amèrica per prendre part en la Guerra de la Independència del EUA. Quan va tornar, va deixar la carrera militar i va començar a escriure, escriure novel·les epistolars, anècdotes i novel·les de viatges.
En el moment de la Revolució, va ser recluït durant sis mesos a la presó de La Force, després dels quals va ser agent secret del ministre Molleville.

## El polèmic viatge de Fígaro
L'any 1784 l'escriptor va publicar Voyage de Figaro en Espagne. Encara que mai va trepitjar terra espanyola, Fleuriot va pintar acuradament un retrat d'Espanya i dels espanyols, criticant el seu govern, religió i costums. Aquesta obra va provocar tal rebombori que Carles III d'Espanya es va queixar al govern francès i va amenaçar amb prohibir l'entrada al seu regne a tots els francesos. Per ordre del Parlament de París el 26 de febrer de 1786, després d'una llarga i dura acusació contra l'advocat en cap Antoine-Louis Séguier, l'obra va ser condemnada a ser cremada. Aquesta espectacular denúncia va despertar l'interès del públic i va causar èxit: el llibre va passar per sis edicions i va ser traduït a l'anglès, alemany, danès i italià.

## El treball
- Voyage de Figaro en Espagne (1784).
- Amours ou Lettres d'Alexis et Justine (1786).
- Nouveau Werther, imité de l'Allemand (1786).
- Tableau pittoresque de la Suisse (1790).
- Paris littéraire (1798), després reimprès amb un altre títol: L'Alchimiste littéraire, ou décomposition des grands hommes du jour .
- Mon voyage en Prusse, ou Mémoires secrets sur Frédéric-le-Grand et la Cour de Berlin (1807)